# David O’Connell (Schauspieler)
David O’Connell ist ein australischer Schauspieler und Filmschaffender.

## Leben
2007 machte O’Connell seinen Abschluss an der Western Australian Academy of Performing Arts. Anschließend wirkte er mehrere Jahre im australischen Theater, Film und Fernsehen mit. So war er 2008 in einer Episode der Fernsehserie Blue Water High zu sehen und wirkte 2009 in zwei Episoden der Fernsehserie Underbelly – Krieg der Unterwelt als Agent mit. Nach weiteren Besetzungen in australischen Fernsehserien wie Cops LAC und Laid wagte er ab 2013 den Schritt in die Vereinigten Staaten. Dort war er 2014 im Tierhorrorfilm Mega Shark vs. Mechatronic Shark in der Rolle des Cummings zu sehen und lieh im selben Jahr der Figur Pig im Animationsfilm Gangs of Woodstock seine Stimme. 2016 spielte er im Horrorfilm Ghosthunters die Rolle des Neal.
Seit 2010 ist O’Connell als Drehbuchautor, Produzent und Regisseur auch als Filmschaffender tätig. Nach den Kurzfilmen Team Australia aus dem Jahr 2010, der am 4. März 2010 auf dem Caught Short in Australien gezeigt wurde, Love and Dating in LA! aus dem Jahr 2013, der am 17. November 2017 auf dem LA Comedy Festival gezeigt wurde, sowie Picture Wheel aus dem Jahr 2014, der in den USA unter anderen auf dem Cinequest Film Festival, dem Palm Springs International ShortFest, dem Rhode Island International Film Festival, dem San Diego International Film Festival und in Kanada auf dem Edmonton International Film Festival gezeigt wurde, erschien 2020 mit Under My Skin sein erster Spielfilm.

## Filmografie (Auswahl)

### Schauspiel
- 2007: Touch of Magic (Kurzfilm)
- 2007: Silent Beauty (Kurzfilm)
- 2008: Blue Water High (Fernsehserie, Episode 3x22)
- 2009: Underbelly – Krieg der Unterwelt (Underbelly, Fernsehserie, 2 Episoden)
- 2010: Team Australia (Kurzfilm)
- 2010: Cops LAC (Fernsehserie, Episode 1x09)
- 2011: Laid (Fernsehserie, 2 Episoden)
- 2011: Ipso Facto (Kurzfilm)
- 2011: Halloween Knight (Kurzfilm)
- 2013: What If (Fernsehserie, Episode 1x05)
- 2013: Love and Dating in LA! (Kurzfilm)
- 2014: Mega Shark vs. Mechatronic Shark
- 2014: Strange Thing (Kurzfilm)
- 2016: Oranges Don't Grow on Trees (Kurzfilm)
- 2016: Brother (Kurzfilm)
- 2016: Ghosthunters
- 2017: Deadly Sins – Du sollst nicht töten (Deadly Sins, Fernsehdokuserie, Episode 6x07)
- 2020: Quinn's Place (Miniserie, Episode 1x06)
- 2022: Fever Dreams: A Pulp Collection (Podcast-Serie, Episode 1x01)

### Synchronisationen
- 2014: Gangs of Woodstock (Animationsfilm)

### Filmschaffender
- 2010: Team Australia (Kurzfilm; Drehbuch, Produktion, Regie)
- 2013: Love and Dating in LA! (Kurzfilm; Drehbuch, Produktion)
- 2017: Picture Wheel (Kurzfilm; Drehbuch, Produktion, Regie)
- 2020: Under My Skin (Drehbuch, Produktion, Regie)